# Campeão (telenovela)
Campeão é uma telenovela brasileira produzida e exibida pela Rede Bandeirantes entre 6 de dezembro de 1982 e 6 de maio de 1983 às 18h30, em 110 capítulos, substituindo Os Imigrantes: Terceira Geração e sendo substituída por Maçã do Amor. Escrita por Marcos Caruso e Jayme Camargo, com colaboração de Lafayette Galvão, sob direção de Álvaro Fugulin, Henrique Martins e Sérgio Galvão e direção geral de Roberto Talma.
Conta com Rubens de Falco, Maria Estela, Cleyde Yáconis, Márcia Maria, Kito Junqueira, Elaine Cristina, Fúlvio Stefanini e Eliane Giardini nos papéis principais.

## Enredo
Amílcar Salém (José Lewgoy) é um sexagenário bem-humorado, proprietário de um complexo farmacêutico e um dos líderes do setor de fertilizantes. Seu hobby é criar animais – cavalos de raça, matrizes de gado para corte e leiteiro, além de gado suíno – enquanto sonha com a criação de raças puras. Nesse sonho estão incluídos os cavalos de corridas, tratados por ele, no seu haras, com extremo carinho. Ele envia uma de suas éguas para os Estados Unidos, onde é coberta, trazendo na barriga o futuro campeão.
A inseminação artificial é um segredo que Amílcar guarda até morrer, em um desastre de automóvel. Seu filho mais velho, Jorge Salém (Rubens de Falco), toma posse da fortuna e passa a dirigir os negócios da família. Jorge está se separando da mulher, Alexandra Cardoso (Maria Estela), e o casal tem um filho, o garoto Flávio (Alexandre Raymundo). A morte de Amílcar abala a todos, principalmente a seu neto, que era muito ligado a ele. Flávio é o dono de Panambi – “borboleta azul” em tupi-guarani -, o potro concebido nos Estados Unidos por inseminação artificial.
Com seu pequeno animal, Flávio se entende melhor que com os adultos, inclusive seus pais. Disputado pela família do pai e da mãe – os Salém e os Cardoso – o menino acaba distanciando-se das duas. Solicitado, adulado, mas jamais amado, Flávio vive solitário. Por isso faz de Panambi uma compensação à sua falta de afeto. Fora da briga entre as duas famílias, Flávio se comporta com apatia, conversando apenas com Mathias (Abrahão Farc), o caseiro do haras.

## Elenco
| Ator                  | Personagem              |
| --------------------- | ----------------------- |
| Rubens de Falco       | Jorge Salém             |
| Maria Estela          | Alexandra Cardoso Salém |
| Cleyde Yáconis        | Helena Cardoso          |
| Márcia Maria          | Dora Dumont             |
| Kito Junqueira        | Amadeu                  |
| Elaine Cristina       | Catarina Cardoso        |
| Fúlvio Stefanini      | Charles Spencer         |
| Eliane Giardini       | Cristina Cardoso        |
| Othon Bastos          | Victor Cardoso          |
| Célia Helena          | Esther Cardoso          |
| Carmem Silva          | Joana Salém             |
| Paulo César Grande    | Laerte Salém            |
| Zaira Bueno           | Drª. Beatriz            |
| John Herbert          | Nóbrega                 |
| Luiz Antônio Piva     | Dr. Moreira             |
| Luiz Carlos de Moraes | Francesco               |
| Myriam Pérsia         | Emília                  |
| Flávio Guarnieri      | Rubens                  |
| Matheus Carrieri      | Edson                   |
| Deborah Seabra        | Manuela                 |
| Cissa Manzano         | Mariana                 |
| Abrahão Farc          | Mathias                 |
| Sônia Oiticica        | Sônia                   |
| Solange Couto         | Suely                   |
| Arthur Leivas         | Ary                     |
| Joselita Alvarenga    | Vilma                   |
| Antonio Fonzar        | Ricardo                 |
| Ivana Bonifácio       | Belinha                 |
| Alexandre Raymundo    | Flávio Cardoso Salém    |

### Participações especiais
| Ator               | Personagem      |
| ------------------ | --------------- |
| José Lewgoy        | Amílcar Salém   |
| Luís Carlos Arutin | Orlando Cardoso |
| Cláudia Alencar    | Berenice        |

## Trilha sonora
Trilha Sonora Nacional
- "Mesmo que seja eu" - Erasmo Carlos (Tema de abertura)
- "Bloco do prazer" - Gal Costa
- "Flor dos trópicos" - Emílio Santiago
- "Correnteza" - Marcos Sabino
- "Sistema" - Ângela Rô Rô
- "Barrados no Baile" - Eduardo Dusek
- "Asa morena" - Zizi Possi
- "O homem dos 40" - João Nogueira
- "Estado de graça" - Roupa Nova
- "Luz do sol" - Nara Leão
- "Ponte de vida"  - José Renato
- "Prazer de viver" - Paulinho Boca-de-Cantor

Trilha Sonora Internacional
- Blue Eyes - Elton John
- The Old Fashioned Way - George Burns
- Follow Me - Demis Roussos
- Hip Hap Hop - Spargo
- I Love You - Blue Gene
- Private Investigations - Dire Straits
- Abracadabra - Steve Miller Band
- City Girls - J.J. Cale
- A Woman's Touch - Tom Jones
- Boyfriend - Mari Wilson
- Do Something - Goodie
- I'm Again - Connie Francis

## Reprise
Foi reprisada entre 2 de dezembro de 1991 a 15 de maio de 1992, às 15h.
Também foi reprisada pela Rede Século 21 entre 4 de agosto 2008 e 3 de janeiro de 2009, às 22h10.